# Gonyosoma
Gonyosoma är ett släkte av ormar. Gonyosoma ingår i familjen snokar.
Arterna är med en längd av 1,5 till 3 meter stora ormar. De förekommer i Sydostasien och vistas i träden i skogar. Fjällen har oftast en intensiv grön färg. Individerna jagar grodor, ödlor, småfåglar och mindre däggdjur. Honor lägger ägg.
Arter enligt Catalogue of Life:
- Gonyosoma frenatum
- Gonyosoma jansenii
- Gonyosoma oxycephalum
- Gonyosoma prasina

The Reptile Database listar ytterligare två arter:
- Gonyosoma boulengeri
- Gonyosoma margaritatum